# Realme 5
realme 5 — смартфон, розроблений компанією realme. Був представлений 20 серпня 2019 року разом з realme 5 Pro. Також 20 листопада того ж року був представлений realme 5s, що є покращеною версією realme 5 з основним модулем камери, як в realme 5 Pro.
В Україні продавався тільки realme 5

## Дизайн
Екран виконаний зі скла Corning Gorilla Glass 3+. Корпус смартфонів виконаний з пластику та має візерунок подібний до кристалу.
Знизу знаходяться роз'єм microUSB, динамік, 2 мікрофони та 3.5 мм аудіороз'єм. З лівого боку смартфона розташовані кнопки регулювання гучності та слот під 2 SIM-картки і карту пам'яті формату MicroSD до 256 ГБ. З правого боку розміщена кнопка блокування смартфону. Сканер відбитку пальця знаходиться на задній панелі.
В Україні realme 5 продавався в кольорах Crystal Blue (синій) та Crystal Purple (фіолетовий).
realme 5s продавався в 3 кольорах: Crystal Blue (синій), Crystal Purple (фіолетовий) та Crystal Red (червоний).

## Технічні характеристики

### Платформа
Смартфон отримав процесор Qualcomm Snapdragon 665 та графічний процесор Adreno 610.

### Батарея
Батарея отримала об'єм 5000 мА·год.

### Камер
realme 5 отримав основну квадрокамеру 12 Мп, f/1.8 (ширококутний) + 8 Мп, f/2.2 (ультраширококутня) + 2 Мп, f/2.4 (макро) + 2 Мп, f/2.4 (сенсор глибини) з фазовим автофокусом та здатністю запису відео в роздільній здатності 4K@30fps.
realme 5s отримав основну квадро камеру 48 Мп, f/1.8 (ширококутний) + 8 Мп, f/2.2 (ультраширококутня) + 2 Мп, f/2.4 (макро) + 2 Мп, f/2.4 (сенсор глибини) з фазовим автофокусом та здатністю запису відео в роздільній здатності 4K@30fps.
Фронтальна камера обох моделей отримала роздільність 13 Мп, діафрагму f/2.0 (ширококутний) та здатність запису відео у роздільній здатнсоті 1080p@30fps.

### Екран
Екран IPS LCD, 6.5", HD+ (1600 × 720) зі співвідношенням сторін 20:9, щільністю пікселів 269 ppi та краплеподібним вирізом під фронтальну камеру.

### Пам'ять
realme 5 продавався в комплектаціях 3/32, 3/64, 4/64 та 4/128 ГБ. В Україні була доступна тільки версія на 3/64 ГБ.
realme 5s продавався в комплектаціях 4/64 та 4/128 ГБ.

### Програмне забезпечення
Смартфони були випущені на ColorOS 6 на базі Android 9 Pie. Були оновлені до realme UI 1 на базі Android 10.